# باریرینها
باریرینها (به پرتغالی: Barreirinha) یک منطقهٔ مسکونی در برزیل است که در آمازوناس (برزیل) واقع شده‌است. باریرینها ۳۲٬۴۸۳ نفر جمعیت دارد.